# Harold Grad
Harold Grad (New York, 23 gennaio 1923 – 17 novembre 1986) è stato un matematico statunitense.
A lui si deve il limite di Boltzmann-Grad, situazione nella quale si trova un gas rarefatto di particelle con sezione d'urto a2 e raggio a quando il numero di particelle n per unità di volume tende a ∞ e a tende a 0, cosicché il cammino libero medio del gas rimanga costante.